# L'Atlas du génome du cancer
 (février 2018).
L'Atlas du génome du cancer (ou The Cancer Genome Atlas en anglais, abrégé en TCGA) est un projet qui fut lancé en 2005 pour cataloguer les mutations génétiques responsables du cancer en utilisant le séquençage génomique et la bio-informatique. 
TCGA applique des techniques d'analyse génomique à haut débit pour améliorer notre capacité à diagnostiquer, traiter et prévenir le cancer grâce à une meilleure compréhension de la base génétique du cancer.
Le projet fournit une exploration systématique des changements génétiques impliqués dans plus de 20 types de cancers chez l'humain. Le portail contient des données (information clinique, caractérisation génomique et analyse des séquences associées aux tumeurs) et des outils intégrés d'analyse.
TCGA est supervisé par le Centre de génomique du cancer de l'Institut national du cancer et l'Institut national de recherche sur le génome humain, financé par le gouvernement américain. Un projet pilote de trois ans, commencé en 2006, portait sur la caractérisation de trois types de cancers humains : le glioblastome multiforme, le cancer du poumon et le cancer de l'ovaire.
Les données font partie du Consortium international sur la génomique du cancer.